# John Claudius Loudon
John Claudius Loudon, född 8 april 1783 i Cambuslang, Lanarkshire, död 14 december 1843, var en skotsk trädgårdsanläggare och botaniker.
Loudon utbildade sig till trädgårdsman och företog vidsträckta resor för att studera sitt yrke. Han gjorde sig mest känd som en synnerligen flitig författare av trädgårdslitteratur. Sålunda behandlade han i flera arbeten konstruktion av växthus och skrev flera arbeten om trädgårdsanläggningskonst. Största spridning erhöll dock följande arbeten: An Encyclopædia of Gardening (sju upplagor 1822-41; även översatt till tyska), An Encyclopædia of Plants (1829; andra upplagan 1841) och Arboretum et fruticetum britannicum (åtta band, 1838). Åren 1826-43 utgav han tidskriften "The Gardener's Magazine". Han invaldes 1815 som korresponderande ledamot av Vetenskapsakademien i Stockholm.
Auktorsnamnet Loud. kan användas för John Claudius Loudon i samband med ett vetenskapligt namn inom botaniken; se Wikipediaartiklar som länkar till auktorsnamnet.